# Елчич, Владимир
Владимир Елчич (хорв. Vladimir Jelčić; род. 10 октября 1968) — хорватский гандболист, чемпион Олимпийских игр 1996 года и Средиземноморских игр 1993 года.